# Золотовское муниципальное образование
Золотовское муниципальное образование — сельское поселение в Красноармейском районе Саратовской области Российской Федерации.
Административный центр — село Золотое.

## История
Статус и границы сельского поселения установлены Законом Саратовской области от 27 декабря 2004 года № 110-ЗСО «О муниципальных образованиях, входящих в состав Красноармейского муниципального района».

## Население
| 2002  | 2010  | 2011  | 2012  | 2013  | 2014  | 2015  |
| ----- | ----- | ----- | ----- | ----- | ----- | ----- |
| 2528  | ↗2561 | ↘2553 | ↘2541 | ↘2530 | ↘2490 | ↗2524 |
| 2016  | 2017  | 2018  | 2019  | 2020  | 2021  |       |
| ↘2520 | ↘2498 | ↘2446 | ↘2415 | ↘2357 | ↘2216 |       |

## Состав сельского поселения
| № | Населённый пункт | Тип населённого пункта       | Население |
| - | ---------------- | ---------------------------- | --------- |
| 1 | Дубовка          | село                         | ↗372      |
| 2 | Золотое          | село, административный центр | ↗2189     |